# Sagnes-et-Goudoulet

Sagnes-et-Goudoulet este o comună în departamentul Ardèche din sud-estul Franței. În 1 ianuarie 2022 avea o populație de 119 de locuitori.